# Stretto di Juan de Fuca
Lo stretto di Juan de Fuca è uno stretto che collega lo stretto di Puget all'oceano Pacifico. Venne battezzato così nel 1788 dal capitano inglese John Meares della nave Felice in onore del marinaio greco Juan de Fuca, che sosteneva di aver viaggiato con gli esploratori spagnoli, nel 1592, alla ricerca del leggendario Passaggio a nord-ovest.

## Geografia
Lo United States Geological Survey definisce lo stretto come un canale. Si estende verso est, dall'oceano Pacifico, tra l'isola di Vancouver (Canada), e la penisola Olimpica (Stato di Washington), verso lo stretto di Haro, il canale San Juan, lo stretto di Rosario, e lo stretto di Puget. Il suo confine sul Pacifico è formato da una linea che corre tra Capo Flattery e l'isola Tatoosh nello Stato di Washington, e Carmanah Point (isola Vancouver), nella Columbia Britannica.
Il confine settentrionale segue la costa dell'isola Vancouver a Gonzales Point, quindi segue una linea continua a est di Seabird Point (isola Discovery, Columbia Britannica), Cattle Point (isole San Juan, Washington), Iceberg Point (isola Lopez), Point Colville (isola Lopez), e quindi oltre Rosario Head (isola Fidalgo). Il confine orientale è una linea continua che si estende a sud da Rosario Head lungo l'isola Whidbey a Point Partridge e a sud di Point Wilson (penisola di Quimper). Lo Stato di Washington forma il confine sud dello stretto.
Lo stretto costituisce parte del confine tra Stati Uniti e Canada; l'esatta individuazione dei confini marini dello stretto è oggetto di contesa tra lo Stato canadese della Columbia Britannica e gli USA.
Contee degli USA lungo lo stretto di Juan de Fuca:
- Clallam
- Jefferson
- Island
- San Juan

Distretti regionali canadesi lungo lo stretto di Juan de Fuca:
- Capital Regional District (Columbia Britannica)